# Brandico
Brandico (Brandìch in dialetto bresciano) è un comune italiano di 1 759 abitanti della provincia di Brescia in Lombardia.

## Geografia fisica

### Clima
Il clima a Brandico è caldo e temperato, con piovosità significativa durante tutto l'anno.
La temperatura media annuale è di 13,1 °C, essendo luglio il mese con temperature più alte (28,1 °C) e gennaio il mese con temperature più basse (-0,5 °C).
La piovosità media annuale è di 1077 mm. In particolare le piogge sono più scarse nel mese di gennaio (54 mm) e più abbondanti nel mese di novembre (122 mm).
| [ 6 ]               | Mesi | Mesi | Mesi | Mesi | Mesi | Mesi | Mesi | Mesi | Mesi | Mesi | Mesi | Mesi | Stagioni | Stagioni | Stagioni | Stagioni | Anno  |
| [ 6 ]               | Gen  | Feb  | Mar  | Apr  | Mag  | Giu  | Lug  | Ago  | Set  | Ott  | Nov  | Dic  | Inv      | Pri      | Est      | Aut      | Anno  |
| ------------------- | ---- | ---- | ---- | ---- | ---- | ---- | ---- | ---- | ---- | ---- | ---- | ---- | -------- | -------- | -------- | -------- | ----- |
| T. max. media (°C)  | 6,8  | 8,7  | 13,4 | 17,3 | 21,6 | 26,1 | 28,1 | 27,7 | 22,7 | 17,5 | 11,8 | 7,3  | 7,6      | 17,4     | 27,3     | 17,3     | 17,4  |
| T. min. media (°C)  | −0,5 | −0,1 | 2,7  | 6,5  | 11,0 | 15,7 | 18,3 | 18,4 | 14,7 | 10,6 | 5,6  | 0,8  | 0,1      | 6,7      | 17,5     | 10,3     | 8,6   |
| Precipitazioni (mm) | 54   | 58   | 68   | 93   | 104  | 100  | 86   | 95   | 115  | 116  | 122  | 66   | 178      | 265      | 281      | 353      | 1 077 |

## Storia
Nei secoli furono feudatarie del paese le antiche famiglie aristocratiche Ducco e Fisogni.

## Simboli
Lo stemma è privo di un decreto ufficiale di concessione ed è liberamente adottato ed usato dal Comune. Il gonfalone è un drappo trinciato di azzurro e di bianco.

## Monumenti e luoghi d'interesse
- Chiesa di Santa Maria Maddalena. Edificata nel XIX secolo, è la principale chiesa del comune. Tripartita, presenta una navata centrale relativamente stretta.

## Società

### Evoluzione demografica
Abitanti censiti

### Lingue e dialetti
Nel territorio di Brandico, accanto all'italiano, è parlata la lingua lombarda prevalentemente nella sua variante di dialetto bresciano.

## Economia
Fu sede della Tecnogiocattoli Sebino, originariamente Sebino Bambole.

## Amministrazione
| Periodo | Periodo   | Primo cittadino          | Partito                         | Carica  | Note      |
| ------- | --------- | ------------------------ | ------------------------------- | ------- | --------- |
| 1947    | 1956      | Gianni Paderno           |                                 | Sindaco | 2 mandati |
| 1956    | 1970      | Fausto Cesare Mangiavini |                                 | Sindaco | 3 mandati |
| 1970    | 1980      | Serafino Praderi         |                                 | Sindaco | 2 mandati |
| 1980    | 1985      | Giovanni Dognini         |                                 | Sindaco |           |
| 1985    | 1999      | Gianfranco Guerini       |                                 | Sindaco | 3 mandati |
| 1999    | 2009      | Alessandro Toninelli     |                                 | Sindaco | 2 mandati |
| 2009    | 2014      | Simona Plodari           | Lista civica Uniti per Brandico | Sindaco |           |
| 2014    | 2024      | Fabio Pensa              | Lista civica Pensa per Brandico | Sindaco |           |
| 2024    | in carica | Michele Tomasoni         | lista civica Brandico Conta     | Sindaco |           |